# Третья всемирная теория
Третья всемирная теория — система государственного устройства, предложенная Муаммаром Каддафи, де-факто главой Ливии с 1969 по 2011 год, и противопоставляемая им коммунизму и капитализму. Вдохновлена идеями исламского социализма, африканского национализма и прямой демократии. Официально лежала в основе устройства Великой Социалистической Народной Ливийской Арабской Джамахирии.

## Основные положения
«Третья Всемирная Теория» изложена Каддафи в «Зелёной книге». Система взглядов подвергает критике идеи коммунизма и капитализма. «Зелёная Книга» при Каддафи имелась в продаже в каждом магазине Ливии и в большинстве случаев на разных языках.
В данной теории подробно раскритикован демократический строй: по мнению Каддафи, демократия перестала быть подлинно народной.
Теория отрицает традиционные инструменты власти — парламенты, партии, выборы, референдумы — и противопоставляет им концепцию прямой народной демократии, основанной на народных конгрессах и народных комитетах. В соответствии с идеологией, Всеобщий народный конгресс Ливии предусматривался как орган, рассматривающий лишь те вопросы, которые обсуждены и предложены в повестку дня первичными народными конгрессами.
Согласно Каддафи, закон в обществе не может зависеть от политической конъюнктуры, а должен базироваться на обычаях и религии. Также, Третья всемирная теория провозглашала необходимость отмены наёмного труда и право работника на производимый им продукт.
При разработке теории Каддафи опирался, в частности, на теоретические труды теоретиков анархизма Михаила Бакунина и Петра Кропоткина, совмещённые с эгалитаристскими принципами ислама.
В образе идеальном государстве Каддафи наряду с социальной справедливостью должна соседствовать сильная власть, народная представительность и национальная самобытность. С целью реализовать идеи Третьей всемирной теории на практике в марте 1977 года была обнародована «Декларация Себхи», и страна стала именоваться Социалистическая Народная Ливийская Арабская Джамахирия (слово «Джамахирия» переводится как «государство народных масс») — арабский неологизм, образованный путём замены в корне слова «джумхурия» (республика) единственного числа «джумхур» (народ) на множественное число «джамахир» (массы) ). Существование данной формы государственного устройства, отличной от монархии и республики, вытекает из «Третьей Всемирной Теории» ливийского лидера Муаммара Каддафи.
С наступлением глобализации и информационной революции Каддафи немного изменил свою теорию, введя в неё тезис об эпохе больших пространств, в которой национальное государство становится нежизнеспособным.

## Доктрина
«Зелёная Книга» представляет собой цитатник ливийского лидера, который разделён на три части, и охватывает следующие аспекты существования:
- Решение проблемы демократии (Власть народа)
- Решение экономической проблемы (Социализм)
- Общественный аспект

### Решение проблемы демократии (власть народа)
В политическом аспекте «Всемирной Теория» Каддафи отрицает такие демократические формы, как парламент, партии, референдум, и излагает принципы «народной демократии», основанной на «народных конгрессах» и «народных комитетах». Утверждается, что демократия и свободы являются ничем иным, как разновидностью диктатуры.
Согласно «Зелёной книге», победителем в борьбе за власть всегда выходит орудие правления — отдельная личность, партия, класс, а побеждённым всегда оказывается народ, поэтому все существующие политические режимы фальсифицируют демократию и являются диктаторскими.
Парламентаризм, по мнению Каддафи, — порочное решение проблемы. Парламент не может выступать от имени народа, потому что демократия не означает власть самого народа. Фактически, народ используется политическими силами в борьбе за власть. Парламентское представительство — обман. В целом, теория представительского правления — устаревшая и изжившая себя, придумана философами и мыслителями в ту пору, когда не было демократического института в принципе.
Партия, согласно «Зелёной книге» — это современное диктаторское орудие правления, власть части над целым. Партии создаются группами людей для осуществления своих интересов или навязывания обществу своих взглядов и установлении господства в нём своей идеологии. Количество партий не меняет существа дела. Чем больше партий, тем сильнее между ними борьба за власть, что подрывает программу, направленную на благо всего общества. Интересы общества и общественного развития приносятся в жертву межпартийной борьбе за власть. Партии могут быть продажны и могут быть подкуплены извне и изнутри.
Оппозиция — это не орган контроля народа за деятельностью правящей партии, она лишь выжидает подходящий момент, чтобы занять место правящей партии у кормушки власти. Контроль находится в руках партии, стоящей у власти (посредством парламента), а власть — в руках партии, осуществляющей контроль. Таким образом, существующие в современном мире политические теории фальшивы и лживы.
Каддафи сравнивает партию и племя. По его мнению, борьба партии за власть ничем не отличается от борьбы за власть между племенами и кланами.
Референдум, по мнению Каддафи — это фальсификация демократии. Каждый должен иметь возможность обосновать своё желание. Надо создать такое орудие правления, которое являло бы собой весь народ в целом.
Каддафи предлагает иерархическую структуру народных конгрессов и комитетов, в результате которой «управление становится народным». Утрачивается определение: «демократия — это контроль народа над правительством». Его сменяет «контроль народа над собой». Народные конгрессы провозглашается конечной целью движения народов на пути к демократии.
В Джамахирии всё население страны разбивается на народные конгрессы, которые избирают народные комитеты, в свою очередь формирующие второй круг народных конгрессов, а те уже избирают административные комитеты, заменяющие собой госадминистрацию. Вопросы, рассматриваемые на народных конгрессах, окончательно формулируются каждый год на Всеобщем народном конгрессе. Соответственно, итоги и решения Всеобщего конгресса доводятся до нижестоящего звена в обратном порядке.
В первой части «Зеленой книги» М. Каддафи также изложил и свои воззрения на свободу слова. По его мнению, «человек как физическое лицо должен иметь свободу самовыражения, и даже будучи умалишённым иметь право свободно выражать своё безумие». Человек как юридическое лицо также свободен в выражении себя как такового. В первом случае человек представляет только самого себя, во втором — лишь группу физических лиц, образующих юридическое лицо.
«Общество состоит из множества физических и юридических лиц. Поэтому, если физическое лицо является безумным, это не означает, что остальные члены общества также умалишённые. Пресса — это способ самовыражения общества, а не отдельного физического или юридического лица. Газета, являющаяся собственностью индивидуума, выражает только точку зрения её владельца. Утверждение, что она представляет общественное мнение, несостоятельно… Недопустимо, чтобы отдельная личность владела публичными средствами печати и информации».

### Решение экономической проблемы (социализм)
Во второй части «Зеленой книги» — «Решение экономической проблемы (Социализм)» — изложен экономический аспект «Третьей Всемирной Теории» (вышла 2 февраля 1978).
В данной части критикует наёмный труд, сравнивая его с рабством, и провозглашает право работника на произведенный им продукт. Согласно книге, человек обязан трудиться в меру своих сил и должен при этом иметь достаток, удовлетворяющий потребности, а все излишки должны направляться на накопление общественного богатства. По мнению Каддафи, накопление излишков одним человеком приводит к уменьшению потребностей другого человека, а следовательно, является недопустимым.
В сентябре 1977 года Каддафи выдвинул в качестве основы развития хозяйственной жизни принцип «самоуправления в экономике». В соответствии с этим принципом предусматривался переход предприятий в коллективное управление. Провозглашённый им впоследствии лозунг «Партнёры, а не наёмные работники», нашёл теоретическое обоснование во второй части «Зелёной книги» и с ноября того же года начал внедряться на ряде производственных предприятий.
В ходе развития своих экономических идей Каддафи выдвинул новый лозунг: «Жилище — собственность его обитателя». То есть человек, живущий в доме — хозяин, а не его арендатор. В мае 1978 года был принят закон, в соответствии с которым сдача жилых помещений в аренду запрещалась, а бывшие арендаторы становились собственниками арендуемых квартир и домов.
Проводя в жизнь лозунг «Партнёры, а не наёмные работники», рабочие и служащие под руководством народных комитетов захватывали предприятия и учреждения в сфере не только производства, но и торговли, а также различных служб обслуживания. Бывшие владельцы получали вместе с компенсацией и возможность участвовать в управлении этими предприятиями, но на правах «равного партнёрства с производителями». Эта кампания «народного захвата», как её назвали в Ливии, стала своеобразной формой ликвидации частной собственности крупной и средней буржуазии.
Функционирование политической системы «Джамахирии» на местах и особенно на производстве затруднялось как из-за саботажа буржуазных слоёв, так и по причине недостаточной подготовленности осуществляемых мероприятий, неспособности нового управленческого аппарата руководить хозяйством. Всё это вызвало недовольство и брожение среди части населения. Против политических и экономических новаций ливийского руководства выступила и некоторая часть мусульманского духовенства. Она обвинила Каддафи в «отступлении от положений Корана».
В ответ власти пошли на серьёзные меры, направленные на ограничение влияния духовенства. Оппозиционно настроенным «хранителям чистоты ислама» Каддафи устроил по телевидению публичный экзамен на знание Корана. Богословы не смогли ответить на вопросы лидера ливийской революции, и были скомпрометированы в глазах верующего населения. Это дало Каддафи основание лишить впоследствии некоторых из них права вести религиозную службу.
Завершающим итогом всех экономических реформ в Джамахирии должно стать «достижение новым социалистическим обществом стадии, на которой окончательно исчезнут прибыль и деньги, когда общество станет целиком производительным, а производство будет полностью удовлетворять материальные потребности всех членов общества. На этом заключительном этапе прибыль исчезнет сама собой, и, значит, перестанут существовать и деньги». В настоящее же время, каждый в Ливии получает столько, сколько хватает для удовлетворения его физиологических потребностей: хлеб и прочие продукты питания стоят дёшево, транспорт и бензин практически бесплатные, все жители Ливии обеспечены бесплатным жильём.

### Общественный аспект «Третьей всемирной теории»
Третья часть — «Общественный аспект Третьей всемирной теории» (вышла 1 июня 1979) — касается многих сторон жизни, в том числе положения женщин, системы образования, слияния языков мира, спорта. Именно в этой части представлено глобальное видение правильного сосуществования. Основополагающие принципы сводятся к тому, что каждый народ должен иметь свою религию, а большую значимость имеет непрерывная общественная цепочка «семья — племя — нация — мир» («от малого к великому»).
Согласно «Зелёной книге», «если национальный дух оказывается сильнее религиозного духа, то борьба между различными нациями, до этого объединёнными одной религией, усиливается, и каждая из этих наций добивается независимости, возвращаясь к свойственной ей общественной структуре»; «племя — это та же семья, но увеличившаяся вследствие роста потомства, то есть племя — это большая семья. Нация — это племя, но племя, разросшееся в результате увеличения потомства, то есть нация — это большое племя. Мир — это нация, но нация, разделившаяся на множество наций в результате роста населения, то есть мир — это большая нация».
«Племя — это естественная социальная защита человека, обеспечивающая его социальные потребности». В Ливии, в соответствии с принятыми социальными традициями, племя коллективно обеспечивает выкуп своих членов, сообща платит за них штраф, совместно мстит за них, коллективно их защищает.
Особое место в Зелёной Книге отведено женщине, её физическому строению и социальной роли в обществе:
- Во-первых, «женщина — человек, равно как и мужчина».
- Во-вторых, женщина — особь женского пола, а мужчина — особь мужского пола. В силу этого женщина «имеет регулярное заболевание в виде ежемесячных кровотечений, если же этого не происходит, значит, у неё наступила беременность».
- В-третьих, тенденция лишить женщину её естественной роли матери и заменить её как мать яслями кладет начало отказу от гуманного, человеческого общества и превращению его в биологическое общество, живущее искусственной жизнью (вследствие этого в Ливии отсутствуют детские сады, а женщина, родив ребёнка, уже никогда не выходит на работу).
- В-четвёртых, мужские особи в мире растений и животных по природе своей сильные и грубые, тогда как женские и в мире растений, и в мире животных, и в мире людей по природе своей красивые и нежные.

Исходя из этого, М. Каддафи делает вывод, что «человеческие права равны для всех — мужчин и женщин, однако обязанности далеко не равны».
Упоминает в своём труде М. Каддафи и о чёрной расе: «править миром будут чёрные». По его мнению, данное событие неминуемо вследствие демографических и социальных закономерностей. Вот почему, в последние десятилетия Ливия ассоциирует себя всё больше не с арабским миром, а с Африканским континентом, пытаясь занять в нём лидирующие позиции.
Языковая проблема также поднята в третьей части «Зеленой книги»: «Люди будут отсталыми, пока не смогут объясняться на одном языке». Однако вопрос этот будет решён лишь когда процесс слияния языков пройдёт ряд стадий, на что уйдёт жизнь не одного поколения при условии, что со временем эти поколения утратят фактор наследственности: «чувственные восприятия, вкус и темперамент дедов и отцов».
Особенно оригинален взгляд «Зелёной книги» на спорт и зрелища:
- «спорт может быть только индивидуальным, подобно молитве»;
- «массовый спорт — это социальная потребность людей, поэтому недопустимо как со спортивной так и с демократической точки зрения передоверять занятия спортом другим лицам»;
- «коллективный спорт — дело масс»;
- «трибуны стадионов существуют лишь для того, чтобы закрыть массам доступ на спортивные поля»;
- «бокс и разные виды борьбы свидетельствуют, что человечество ещё не окончательно избавилось от пережитков варварства».

Такой подход к спорту привёл к тому, что большинство стадионов страны открываются в Ливии лишь во время проведения военных парадов, а любые виды борьбы находятся под строгим запретом.
Не находя в так называемом «исламском социализме» конкретных рецептов преобразования общества, М. Каддафи постоянно вносил поправки в свою теорию. Если до «Зелёной книги» ислам считался одним из идейных источников официальной идеологии, то в вышедшей летом 1979 года третьей части этой книги «истинность» Третьей Всемирной теории уже не измерялась постулатами ислама. Напротив, «истинность» самих исламских положений стала оцениваться с точки зрения их соответствия этой теории. Движущей силой истории объявлялась национальная и общественная борьба. Вместе с тем, уточнял М. Каддафи, «если бы мы ограничились только поддержкой мусульман, то показали бы пример фанатизма и эгоизма: истинный ислам — тот, который выступает в защиту слабых, даже если они не мусульмане».
В последующих пояснениях и комментариях к «Зелёной книге» многие её положения подверглись значительной корректировке. Эта книга являлась как бы основополагающим катехизисом официальной идеологии в Ливийской Джамахирии.

## Реализация теории в Ливии
В 60—70-х годах XX века в арабских странах получили широкое распространение теории «социализма национального типа», которые стали наименоваться «исламским социализмом». В основу данного социализма легли принципы национализма, религии и социального равенства. В 60-е годы сразу в нескольких арабских странах произошли революции, восстания или государственные перевороты. 1 сентября 1969 г. группа офицеров ливийской армии, назвавшихся «Движением свободных офицеров-юнионистов-социалистов», свергла короля Идриса I и провозгласила Ливийскую Арабскую Республику. Верховную власть получил Совет революционного командования (СРК), во главе которого стал 27-летний полковник Муаммар Каддафи.
Де-факто, в Ливии был установлен военный режим, исповедующий идеи арабского национализма и исламского социализма. Высшим государственным органом стал Всеобщий народный конгресс (ВНК), в состав которого входили представители народных комитетов. Фактически ВНК обладал функциями парламента. Его члены избирались на местном и региональном уровнях, часть их назначалась лично Каддафи. Из числа членов ВНК Каддафи назначал и министров. Хотя сам Каддафи не занимал никаких официальных постов, он до своего свержения в 2011 году оставался лидером Ливии.
7 октября 1969 года на 24-й сессии Генеральной Ассамблеи ООН постоянный представитель Ливии заявил о намерении ликвидировать на своей земле все иностранные военные базы. Вслед за этим ливийское руководство информировало послов США и Великобритании о расторжении соответствующих договоров. В стране провозглашено прямое народовластие и сокращено присутствие иностранного капитала, а предприятия крупной и средней промышленности были национализированы. Доходы от продажи нефти позволяли поддерживать высокий уровень жизни ливийцев.
Первые итоги и ближайшие задачи ливийской революции были закреплены в обнародованной 11 декабря 1969 года Временной конституционной декларации. Ислам объявлялся официальной государственной религией. Основой судопроизводства стал Коран. Судопроизводство стало осуществляться иерархически: выстроенной системой судов. В судах магистратов рассматривались мелкие дела. Далее шли суды первой ступени, апелляционные суды и Верховный суд. Одной из главных задач революционного правительства провозглашалось построение социализма, основанного на «религии, морали и патриотизме». Был провозглашен лозунг: «Власть, богатство и оружие — в руки народа».
В 1973 году Каддафи организовал Арабский социалистический союз (АСС), ставший единственной легальной партией в стране. В марте 1977 года республика была преобразована в Джамахирию, упразднена частная собственность, но сохранены семейные предприятия в сфере услуг. Совет революционного командования наделялся неограниченными полномочиями, включая право назначать кабинет министров, объявлять войну, заключать договоры и издавать имевшие силу законов декреты. Председатель СРК Каддафи был назначен главой Ливийской Арабской Республики.
ВНК, представляющий многочисленные народные комитеты, принят декрет («Декларация Себхи») об установлении в Ливии «режима народной власти»; страна была переименована в Социалистическую Народную Ливийскую Арабскую Джамахирию. Был также переименован и СРК, трансформированный в Генеральный секретариат Конгресса. АСС фактически слился с аппаратом ВНК. В генеральный секретариат ВНК были назначены Каддафи, как генеральный секретарь, и еще четыре революционера: майор Абдель Салам Ахмед Джеллуд, генералы Абу Бакр Юнес Джабер, Мустафа аль-Харруби и Хувейлди аль-Хмейди.
Через два года пятёрка лидеров официально ушла в отставку с государственных постов. С тех пор Каддафи официально именовался Лидером ливийской революции, а вся пятёрка вождей — Революционным руководством. В политической структуре Ливии появились Революционные комитеты, призванные проводить через систему народных конгрессов политическую линию революционного руководства.
В 1970-е годы цены на нефть на мировых рынках выросли, что привело к накоплению значительных средств в Ливии, являвшейся одним из главных поставщиком нефти. Государственные поступления от экспорта нефти шли на финансирование градостроительства и на социальное обеспечение. Вместе с тем для повышения международного престижа Ливии огромные суммы расходовались на армию.
На Ближнем Востоке и в Северной Африке Ливия выступала в роли носителя идей арабского национализма и противника Израиля и США, а также, поддерживала радикальные боевые группировки разного политического спектра по всему миру. Каддафи финансировал Партию чёрных пантер, Нацию ислама в США, организацию Тупамарос в Уругвае, Движение 19 апреля в Колумбии и, Сандинистский фронт национального освобождения в Никарагуа, Африканский национальный конгресс и другие освободительные движения в борьбе против апартеида в Южной Африке, Временную Ирландскую Республиканскую Армию в Великобритании, организацию «Страна басков и свобода» в Испании, Прямое Действие во Франции, Красных Бригад в Италии, Фракцию Красной Армии в Германии, Армянскую Секретную Армию в Турции, Японскую Красную Армию в Японии, Движение Свободного Ачеха в Индонезии и Фронт Национального Освобождения Моро на Филиппинах.
Резкое падение цен на нефть в середине 1980-х годов и санкции ООН за укрывательство палестинских сепаратистов в 90-х привели к значительному ослаблению Ливии. 12 сентября 2003 года Совет Безопасности ООН отменил санкции против Ливии, введённые 1992 году.
Каддафи признал, что «участие народа в управлении страной было неполным». На состоявшейся 18 ноября 1992 года в городе Сирт сессии ВНК было принято решение о создании в Ливии новой политической структуры. Она предполагала переход страны на высшую ступень народовластия — образцовой Джамахирии. Речь шла о создании вместо первичных народных собраний полутора тысяч коммун, представляющих собой самоуправляемые мини-государства в государстве.
В 2003 настроения Каддафи сменились и Ливия начала проводить масштабную приватизацию, а также кампании по привлечению иностранного капитала. Однако риторика Каддафи объясняла его действия в рамках Третьей всемирной теории.